# Philip Julius Bornemann (godsejer)
 Der er flere personer med dette navn, se Philip Julius Bornemann.
Philip Julius Bornemann (16. februar 1803 i København – 27. januar 1883 på Bjergbygård) var en dansk godsejer, kammerherre og politiker.
Han var søn af major Cosmus Bornemann (1769-1819) og Christiane Louise Callesen (1773-1836). Bornemann blev 1820 sekondløjtnant ved Sjællandske Lansenerregiment, 1826 student, 1829 kammerjunker og samme år premierløjtnant. Han fik 1837 afsked, da han overtog Bjergbygård, og 1839 ritmesters karakter. Han stiftede ved patent af 13. september 1844 det 1. Bornemann'ske Fideikommis.
1840 blev han stændersuppleant, 1847 stænderdeputeret og kammerherre, 1850 Ridder af Dannebrog, 1869 Dannebrogsmand, 1874 Kommandør af 2. grad og 1879 af 1. grad.
14. november 1829 ægtede han i Ørslev Kirke Julie Frederikke Dinesen (7. september 1809 på Kragerup – 24. december 1880 på Bjergbygård), datter af Jens Kraft Dinesen og Johanne Ulrica Birgitte Gøring.